# La Vuelta Femenina 2024
La 10ª edición de La Vuelta Femenina se desarrolló entre el 28 de abril y el 5 de mayo de 2024, siendo parte del UCI WorldTour Femenino 2024. La neerlandesa Demi Vollering (Team SD Worx-Protime) fue la vencedora de la prueba, acompañada en el podio por su compatriota Riejanne Markus Visma-Lease a Bike y la italiana Elisa Longo Borghini (Trek-Segafredo).

## Equipos
Tomaron la salida un total de veintiún equipos: 13 del World Tour y 8 continentales.
| translation for headoftableIII_translate index 58 not found (13)- AG Insurance-Soudal Team - Canyon-SRAM Racing - FDJ-Suez - Fenix-Deceuninck - Human Powered Health - Lidl-Trek - Liv AlUla Jayco - Movistar Team - Roland - SD Worx-Protime - Team DSM-Firmenich PostNL - Team Visma \| Lease a Bike - UAE Team ADQ Unknown team category (8)- Bepink-Bongioanni - EF Education-Cannondale - Eneicat-CMTeam - Laboral Kutxa-Fundacion Euskadi - Lotto Dstny Ladies - Team Coop-Repsol - VolkerWessels - Winspace |
| |

## Etapas
| Etapa     | Fecha     | Recorrido                        | type                     | Distancia (km) | Ganador          | Líder           |
| --------- | --------- | -------------------------------- | ------------------------ | -------------- | ---------------- | --------------- |
| 1.ª etapa | 28 de abr | Valencia – Valencia              | contrarreloj por equipos | 16             | Lidl-Trek        | Gaia Realini    |
| 2.ª etapa | 29 de abr | Buñol – Moncófar                 | etapa llana              | 118            | Alison Jackson   | Kata Blanka Vas |
| 3.ª etapa | 30 de abr | Lucena – Teruel                  | etapa escarpada          | 131            | Marianne Vos     | Kata Blanka Vas |
| 4.ª etapa | 1 de may  | Molina de Aragón – Zaragoza      | etapa llana              | 142            | Kristen Faulkner | Marianne Vos    |
| 5.ª etapa | 2 de may  | Huesca – Jaca                    | etapa de montaña         | 113            | Demi Vollering   | Demi Vollering  |
| 6.ª etapa | 3 de may  | Tarazona – Vinuesa               | etapa de montaña         | 132            | Évita Muzic      | Demi Vollering  |
| 7.ª etapa | 4 de may  | San Esteban de Gormaz – Sigüenza | etapa escarpada          | 126            | Marianne Vos     | Demi Vollering  |
| 8.ª etapa | 5 de may  | Madrid – Valdesquí               | etapa de montaña         | 89             | Demi Vollering   | Demi Vollering  |

## Desarrollo de la carrera

### 1.ª etapa
| Valencia - Valencia | contrarreloj por equipos | (16 km) |

| \| Clasificación de la etapa \| Clasificación de la etapa \| Clasificación de la etapa \| Clasificación de la etapa \| Clasificación de la etapa \| \| Ciclista \| Ciclista \| Equipo \| Tiempo \| \| \| ------------------------- \| -------------------------- \| ------------------------- \| ------------------------- \| ------------------------- \| \| 1.º \| Lidl-Trek \| \| 19 min 20 s \| \| \| 2.º \| Team Visma \\| Lease a Bike \| \| + 0 s \| \| \| 3.º \| SD Worx-Protime \| \| + 1 s \| \| \| 4.º \| Canyon-SRAM Racing \| \| + 8 s \| \| \| 5.º \| EF Education-Cannondale \| \| + 9 s \| \| \| 6.º \| FDJ-Suez \| \| + 9 s \| \| \| 7.º \| Liv AlUla Jayco \| \| + 10 s \| \| \| 8.º \| Movistar Team \| \| + 12 s \| \| \| 9.º \| Team DSM-Firmenich PostNL \| \| + 17 s \| \| \| 10.º \| AG Insurance-Soudal Team \| \| + 32 s \| \| |                            |        |             |
| |                            |        |             |
| Fuente: ProCyclingStats |                            |        |             |
| Clasificación de la etapa |                            |        |             |
| Ciclista | Ciclista                   | Equipo | Tiempo      |
| 1.º | Lidl-Trek                  |        | 19 min 20 s |
| 2.º | Team Visma \| Lease a Bike |        | + 0 s       |
| 3.º | SD Worx-Protime            |        | + 1 s       |
| 4.º | Canyon-SRAM Racing         |        | + 8 s       |
| 5.º | EF Education-Cannondale    |        | + 9 s       |
| 6.º | FDJ-Suez                   |        | + 9 s       |
| 7.º | Liv AlUla Jayco            |        | + 10 s      |
| 8.º | Movistar Team              |        | + 12 s      |
| 9.º | Team DSM-Firmenich PostNL  |        | + 17 s      |
| 10.º | AG Insurance-Soudal Team   |        | + 32 s      |

| \| Clasificación general \| Clasificación general \| Clasificación general \| Clasificación general \| Clasificación general \| \| Ciclista \| Ciclista \| Equipo \| Tiempo \| \| \| --------------------- \| --------------------- \| -------------------------- \| --------------------- \| --------------------- \| \| 1.ª \| Gaia Realini \| Lidl-Trek \| 19 min 20 s \| \| \| 2.ª \| Lizzie Deignan \| Lidl-Trek \| + 0 s \| \| \| 3.ª \| Brodie Chapman \| Lidl-Trek \| + 0 s \| \| \| 4.ª \| Elisa Longo Borghini \| Lidl-Trek \| + 0 s \| \| \| 5.ª \| Amanda Spratt \| Lidl-Trek \| + 0 s \| \| \| 6.ª \| Elynor Bäckstedt \| Lidl-Trek \| + 0 s \| \| \| 7.ª \| Ellen van Dijk \| Lidl-Trek \| + 0 s \| \| \| 8.ª \| Riejanne Markus \| Team Visma \\| Lease a Bike \| + 0 s \| \| \| 9.ª \| Anna Henderson \| Team Visma \\| Lease a Bike \| + 0 s \| \| \| 10.ª \| Marianne Vos \| Team Visma \\| Lease a Bike \| + 0 s \| \| |                      |                            |             |
| |                      |                            |             |
| Fuente: ProCyclingStats |                      |                            |             |
| Clasificación general |                      |                            |             |
| Ciclista | Ciclista             | Equipo                     | Tiempo      |
| 1.ª | Gaia Realini         | Lidl-Trek                  | 19 min 20 s |
| 2.ª | Lizzie Deignan       | Lidl-Trek                  | + 0 s       |
| 3.ª | Brodie Chapman       | Lidl-Trek                  | + 0 s       |
| 4.ª | Elisa Longo Borghini | Lidl-Trek                  | + 0 s       |
| 5.ª | Amanda Spratt        | Lidl-Trek                  | + 0 s       |
| 6.ª | Elynor Bäckstedt     | Lidl-Trek                  | + 0 s       |
| 7.ª | Ellen van Dijk       | Lidl-Trek                  | + 0 s       |
| 8.ª | Riejanne Markus      | Team Visma \| Lease a Bike | + 0 s       |
| 9.ª | Anna Henderson       | Team Visma \| Lease a Bike | + 0 s       |
| 10.ª | Marianne Vos         | Team Visma \| Lease a Bike | + 0 s       |

### 2.ª etapa
| Buñol - Moncófar | etapa llana | (118 km) |

| \| Clasificación de la etapa \| Clasificación de la etapa \| Clasificación de la etapa \| Clasificación de la etapa \| Clasificación de la etapa \| \| Ciclista \| Ciclista \| Equipo \| Tiempo \| \| \| ------------------------- \| ------------------------- \| ------------------------- \| ------------------------- \| ------------------------- \| \| 1.ª \| Alison Jackson \| EF Education-Cannondale \| 2 h 51 min 03 s \| \| \| 2.ª \| Kata Blanka Vas \| SD Worx-Protime \| + 0 s \| \| \| 3.ª \| Karlijn Swinkels \| UAE Team ADQ \| + 0 s \| \| \| 4.ª \| Katarzyna Niewiadoma \| Canyon-SRAM Racing \| + 0 s \| \| \| 5.ª \| Ingvild Gåskjenn \| Liv AlUla Jayco \| + 0 s \| \| \| 6.ª \| Giorgia Vettorello \| Roland \| + 0 s \| \| \| 7.ª \| Silke Smulders \| Liv AlUla Jayco \| + 0 s \| \| \| 8.ª \| Flora Perkins \| Fenix-Deceuninck \| + 0 s \| \| \| 9.ª \| Amber Kraak \| FDJ-Suez \| + 0 s \| \| \| 10.ª \| Kristen Faulkner \| EF Education-Cannondale \| + 0 s \| \| |                      |                         |                 |
| |                      |                         |                 |
| Fuente: ProCyclingStats |                      |                         |                 |
| Clasificación de la etapa |                      |                         |                 |
| Ciclista | Ciclista             | Equipo                  | Tiempo          |
| 1.ª | Alison Jackson       | EF Education-Cannondale | 2 h 51 min 03 s |
| 2.ª | Kata Blanka Vas      | SD Worx-Protime         | + 0 s           |
| 3.ª | Karlijn Swinkels     | UAE Team ADQ            | + 0 s           |
| 4.ª | Katarzyna Niewiadoma | Canyon-SRAM Racing      | + 0 s           |
| 5.ª | Ingvild Gåskjenn     | Liv AlUla Jayco         | + 0 s           |
| 6.ª | Giorgia Vettorello   | Roland                  | + 0 s           |
| 7.ª | Silke Smulders       | Liv AlUla Jayco         | + 0 s           |
| 8.ª | Flora Perkins        | Fenix-Deceuninck        | + 0 s           |
| 9.ª | Amber Kraak          | FDJ-Suez                | + 0 s           |
| 10.ª | Kristen Faulkner     | EF Education-Cannondale | + 0 s           |

| \| Clasificación general \| Clasificación general \| Clasificación general \| Clasificación general \| Clasificación general \| \| Ciclista \| Ciclista \| Equipo \| Tiempo \| \| \| --------------------- \| --------------------- \| -------------------------- \| --------------------- \| --------------------- \| \| 1.ª \| Kata Blanka Vas \| SD Worx-Protime \| 3 h 10 min 14 s \| \| \| 2.ª \| Alison Jackson \| EF Education-Cannondale \| + 8 s \| \| \| 3.ª \| Elisa Longo Borghini \| Lidl-Trek \| + 9 s \| \| \| 4.ª \| Eva van Agt \| Team Visma \\| Lease a Bike \| + 9 s \| \| \| 5.ª \| Sophie von Berswordt \| Team Visma \\| Lease a Bike \| + 9 s \| \| \| 6.ª \| Riejanne Markus \| Team Visma \\| Lease a Bike \| + 9 s \| \| \| 7.ª \| Marianne Vos \| Team Visma \\| Lease a Bike \| + 9 s \| \| \| 8.ª \| Amanda Spratt \| Lidl-Trek \| + 9 s \| \| \| 9.ª \| Gaia Realini \| Lidl-Trek \| + 9 s \| \| \| 10.ª \| Brodie Chapman \| Lidl-Trek \| + 9 s \| \| |                      |                            |                 |
| |                      |                            |                 |
| Fuente: ProCyclingStats |                      |                            |                 |
| Clasificación general |                      |                            |                 |
| Ciclista | Ciclista             | Equipo                     | Tiempo          |
| 1.ª | Kata Blanka Vas      | SD Worx-Protime            | 3 h 10 min 14 s |
| 2.ª | Alison Jackson       | EF Education-Cannondale    | + 8 s           |
| 3.ª | Elisa Longo Borghini | Lidl-Trek                  | + 9 s           |
| 4.ª | Eva van Agt          | Team Visma \| Lease a Bike | + 9 s           |
| 5.ª | Sophie von Berswordt | Team Visma \| Lease a Bike | + 9 s           |
| 6.ª | Riejanne Markus      | Team Visma \| Lease a Bike | + 9 s           |
| 7.ª | Marianne Vos         | Team Visma \| Lease a Bike | + 9 s           |
| 8.ª | Amanda Spratt        | Lidl-Trek                  | + 9 s           |
| 9.ª | Gaia Realini         | Lidl-Trek                  | + 9 s           |
| 10.ª | Brodie Chapman       | Lidl-Trek                  | + 9 s           |

### 3.ª etapa
| Lucena - Teruel | etapa escarpada | (131 km) |

| \| Clasificación de la etapa \| Clasificación de la etapa \| Clasificación de la etapa \| Clasificación de la etapa \| Clasificación de la etapa \| \| Ciclista \| Ciclista \| Equipo \| Tiempo \| \| \| ------------------------- \| ------------------------- \| -------------------------- \| ------------------------- \| ------------------------- \| \| 1.ª \| Marianne Vos \| Team Visma \\| Lease a Bike \| 3 h 46 min 52 s \| \| \| 2.ª \| Charlotte Kool \| Team dsm-firmenich PostNL \| + 0 s \| \| \| 3.ª \| Olivia Baril \| Movistar Team \| + 0 s \| \| \| 4.ª \| Ingvild Gåskjenn \| Liv AlUla Jayco \| + 0 s \| \| \| 5.ª \| Lily Williams \| Human Powered Health \| + 0 s \| \| \| 6.ª \| Flora Perkins \| Fenix-Deceuninck \| + 0 s \| \| \| 7.ª \| Eleonora Ciabocco \| Team dsm-firmenich PostNL \| + 0 s \| \| \| 8.ª \| Caroline Andersson \| Liv AlUla Jayco \| + 0 s \| \| \| 9.ª \| Mischa Bredewold \| SD Worx-Protime \| + 0 s \| \| \| 10.ª \| Magdeleine Vallieres \| EF Education-Cannondale \| + 0 s \| \| |                      |                            |                 |
| |                      |                            |                 |
| Fuente: ProCyclingStats |                      |                            |                 |
| Clasificación de la etapa |                      |                            |                 |
| Ciclista | Ciclista             | Equipo                     | Tiempo          |
| 1.ª | Marianne Vos         | Team Visma \| Lease a Bike | 3 h 46 min 52 s |
| 2.ª | Charlotte Kool       | Team dsm-firmenich PostNL  | + 0 s           |
| 3.ª | Olivia Baril         | Movistar Team              | + 0 s           |
| 4.ª | Ingvild Gåskjenn     | Liv AlUla Jayco            | + 0 s           |
| 5.ª | Lily Williams        | Human Powered Health       | + 0 s           |
| 6.ª | Flora Perkins        | Fenix-Deceuninck           | + 0 s           |
| 7.ª | Eleonora Ciabocco    | Team dsm-firmenich PostNL  | + 0 s           |
| 8.ª | Caroline Andersson   | Liv AlUla Jayco            | + 0 s           |
| 9.ª | Mischa Bredewold     | SD Worx-Protime            | + 0 s           |
| 10.ª | Magdeleine Vallieres | EF Education-Cannondale    | + 0 s           |

| \| Clasificación general \| Clasificación general \| Clasificación general \| Clasificación general \| Clasificación general \| \| Ciclista \| Ciclista \| Equipo \| Tiempo \| \| \| --------------------- \| --------------------- \| -------------------------- \| --------------------- \| --------------------- \| \| 1.ª \| Kata Blanka Vas \| SD Worx-Protime \| 6 h 57 min 04 s \| \| \| 2.ª \| Marianne Vos \| Team Visma \\| Lease a Bike \| + 1 s \| \| \| 3.ª \| Alison Jackson \| EF Education-Cannondale \| + 10 s \| \| \| 4.ª \| Elisa Longo Borghini \| Lidl-Trek \| + 11 s \| \| \| 5.ª \| Eva van Agt \| Team Visma \\| Lease a Bike \| + 11 s \| \| \| 6.ª \| Riejanne Markus \| Team Visma \\| Lease a Bike \| + 11 s \| \| \| 7.ª \| Amanda Spratt \| Lidl-Trek \| + 11 s \| \| \| 8.ª \| Sophie von Berswordt \| Team Visma \\| Lease a Bike \| + 11 s \| \| \| 9.ª \| Gaia Realini \| Lidl-Trek \| + 11 s \| \| \| 10.ª \| Brodie Chapman \| Lidl-Trek \| + 11 s \| \| |                      |                            |                 |
| |                      |                            |                 |
| Fuente: ProCyclingStats |                      |                            |                 |
| Clasificación general |                      |                            |                 |
| Ciclista | Ciclista             | Equipo                     | Tiempo          |
| 1.ª | Kata Blanka Vas      | SD Worx-Protime            | 6 h 57 min 04 s |
| 2.ª | Marianne Vos         | Team Visma \| Lease a Bike | + 1 s           |
| 3.ª | Alison Jackson       | EF Education-Cannondale    | + 10 s          |
| 4.ª | Elisa Longo Borghini | Lidl-Trek                  | + 11 s          |
| 5.ª | Eva van Agt          | Team Visma \| Lease a Bike | + 11 s          |
| 6.ª | Riejanne Markus      | Team Visma \| Lease a Bike | + 11 s          |
| 7.ª | Amanda Spratt        | Lidl-Trek                  | + 11 s          |
| 8.ª | Sophie von Berswordt | Team Visma \| Lease a Bike | + 11 s          |
| 9.ª | Gaia Realini         | Lidl-Trek                  | + 11 s          |
| 10.ª | Brodie Chapman       | Lidl-Trek                  | + 11 s          |

### 4.ª etapa
| Molina de Aragón - Zaragoza | etapa llana | (142 km) |

| \| Clasificación de la etapa \| Clasificación de la etapa \| Clasificación de la etapa \| Clasificación de la etapa \| Clasificación de la etapa \| \| Ciclista \| Ciclista \| Equipo \| Tiempo \| \| \| ------------------------- \| ------------------------- \| -------------------------- \| ------------------------- \| ------------------------- \| \| 1.ª \| Kristen Faulkner \| EF Education-Cannondale \| 3 h 02 min 37 s \| \| \| 2.ª \| Georgia Baker \| Liv AlUla Jayco \| + 10 s \| \| \| 3.ª \| Marianne Vos \| Team Visma \\| Lease a Bike \| + 10 s \| \| \| 4.ª \| Kata Blanka Vas \| SD Worx-Protime \| + 10 s \| \| \| 5.ª \| Sheyla Gutiérrez \| Movistar Team \| + 10 s \| \| \| 6.ª \| Maike van der Duin \| Canyon-SRAM Racing \| + 10 s \| \| \| 7.ª \| Alison Jackson \| EF Education-Cannondale \| + 10 s \| \| \| 8.ª \| Silke Smulders \| Liv AlUla Jayco \| + 10 s \| \| \| 9.ª \| Juliette Labous \| Team dsm-firmenich PostNL \| + 10 s \| \| \| 10.ª \| Marlen Reusser \| SD Worx-Protime \| + 10 s \| \| |                    |                            |                 |
| |                    |                            |                 |
| Fuente: ProCyclingStats |                    |                            |                 |
| Clasificación de la etapa |                    |                            |                 |
| Ciclista | Ciclista           | Equipo                     | Tiempo          |
| 1.ª | Kristen Faulkner   | EF Education-Cannondale    | 3 h 02 min 37 s |
| 2.ª | Georgia Baker      | Liv AlUla Jayco            | + 10 s          |
| 3.ª | Marianne Vos       | Team Visma \| Lease a Bike | + 10 s          |
| 4.ª | Kata Blanka Vas    | SD Worx-Protime            | + 10 s          |
| 5.ª | Sheyla Gutiérrez   | Movistar Team              | + 10 s          |
| 6.ª | Maike van der Duin | Canyon-SRAM Racing         | + 10 s          |
| 7.ª | Alison Jackson     | EF Education-Cannondale    | + 10 s          |
| 8.ª | Silke Smulders     | Liv AlUla Jayco            | + 10 s          |
| 9.ª | Juliette Labous    | Team dsm-firmenich PostNL  | + 10 s          |
| 10.ª | Marlen Reusser     | SD Worx-Protime            | + 10 s          |

| \| Clasificación general \| Clasificación general \| Clasificación general \| Clasificación general \| Clasificación general \| \| Ciclista \| Ciclista \| Equipo \| Tiempo \| \| \| --------------------- \| --------------------- \| -------------------------- \| --------------------- \| --------------------- \| \| 1.ª \| Marianne Vos \| Team Visma \\| Lease a Bike \| 9 h 59 min 42 s \| \| \| 2.ª \| Kata Blanka Vas \| SD Worx-Protime \| + 5 s \| \| \| 3.ª \| Kristen Faulkner \| EF Education-Cannondale \| + 9 s \| \| \| 4.ª \| Elisa Longo Borghini \| Lidl-Trek \| + 18 s \| \| \| 5.ª \| Alison Jackson \| EF Education-Cannondale \| + 19 s \| \| \| 6.ª \| Riejanne Markus \| Team Visma \\| Lease a Bike \| + 20 s \| \| \| 7.ª \| Demi Vollering \| SD Worx-Protime \| + 21 s \| \| \| 8.ª \| Marlen Reusser \| SD Worx-Protime \| + 21 s \| \| \| 9.ª \| Niamh Fisher-Black \| SD Worx-Protime \| + 21 s \| \| \| 10.ª \| Katarzyna Niewiadoma \| Canyon-SRAM Racing \| + 28 s \| \| |                      |                            |                 |
| |                      |                            |                 |
| Fuente: ProCyclingStats |                      |                            |                 |
| Clasificación general |                      |                            |                 |
| Ciclista | Ciclista             | Equipo                     | Tiempo          |
| 1.ª | Marianne Vos         | Team Visma \| Lease a Bike | 9 h 59 min 42 s |
| 2.ª | Kata Blanka Vas      | SD Worx-Protime            | + 5 s           |
| 3.ª | Kristen Faulkner     | EF Education-Cannondale    | + 9 s           |
| 4.ª | Elisa Longo Borghini | Lidl-Trek                  | + 18 s          |
| 5.ª | Alison Jackson       | EF Education-Cannondale    | + 19 s          |
| 6.ª | Riejanne Markus      | Team Visma \| Lease a Bike | + 20 s          |
| 7.ª | Demi Vollering       | SD Worx-Protime            | + 21 s          |
| 8.ª | Marlen Reusser       | SD Worx-Protime            | + 21 s          |
| 9.ª | Niamh Fisher-Black   | SD Worx-Protime            | + 21 s          |
| 10.ª | Katarzyna Niewiadoma | Canyon-SRAM Racing         | + 28 s          |

### 5.ª etapa
| Huesca - Jaca | etapa de montaña | (113 km) |

| \| Clasificación de la etapa \| Clasificación de la etapa \| Clasificación de la etapa \| Clasificación de la etapa \| Clasificación de la etapa \| \| Ciclista \| Ciclista \| Equipo \| Tiempo \| \| \| ------------------------- \| ------------------------- \| -------------------------- \| ------------------------- \| ------------------------- \| \| 1.ª \| Demi Vollering \| SD Worx-Protime \| 3 h 09 min 52 s \| \| \| 2.ª \| Yara Kastelijn \| Fenix-Deceuninck \| + 28 s \| \| \| 3.ª \| Elisa Longo Borghini \| Lidl-Trek \| + 28 s \| \| \| 4.ª \| Évita Muzic \| FDJ-Suez \| + 39 s \| \| \| 5.ª \| Sarah Gigante \| AG Insurance-Soudal Team \| + 41 s \| \| \| 6.ª \| Ricarda Bauernfeind \| Canyon-SRAM Racing \| + 44 s \| \| \| 7.ª \| Riejanne Markus \| Team Visma \\| Lease a Bike \| + 44 s \| \| \| 8.ª \| Juliette Labous \| Team dsm-firmenich PostNL \| + 47 s \| \| \| 9.ª \| Kim Cadzow \| EF Education-Cannondale \| + 57 s \| \| \| 10.ª \| Pauliena Rooijakkers \| Fenix-Deceuninck \| + 1 min 08 s \| \| |                      |                            |                 |
| |                      |                            |                 |
| Fuente: ProCyclingStats |                      |                            |                 |
| Clasificación de la etapa |                      |                            |                 |
| Ciclista | Ciclista             | Equipo                     | Tiempo          |
| 1.ª | Demi Vollering       | SD Worx-Protime            | 3 h 09 min 52 s |
| 2.ª | Yara Kastelijn       | Fenix-Deceuninck           | + 28 s          |
| 3.ª | Elisa Longo Borghini | Lidl-Trek                  | + 28 s          |
| 4.ª | Évita Muzic          | FDJ-Suez                   | + 39 s          |
| 5.ª | Sarah Gigante        | AG Insurance-Soudal Team   | + 41 s          |
| 6.ª | Ricarda Bauernfeind  | Canyon-SRAM Racing         | + 44 s          |
| 7.ª | Riejanne Markus      | Team Visma \| Lease a Bike | + 44 s          |
| 8.ª | Juliette Labous      | Team dsm-firmenich PostNL  | + 47 s          |
| 9.ª | Kim Cadzow           | EF Education-Cannondale    | + 57 s          |
| 10.ª | Pauliena Rooijakkers | Fenix-Deceuninck           | + 1 min 08 s    |

| \| Clasificación general \| Clasificación general \| Clasificación general \| Clasificación general \| Clasificación general \| \| Ciclista \| Ciclista \| Equipo \| Tiempo \| \| \| --------------------- \| --------------------- \| -------------------------- \| --------------------- \| --------------------- \| \| 1.ª \| Demi Vollering \| SD Worx-Protime \| 13 h 09 min 45 s \| \| \| 2.ª \| Elisa Longo Borghini \| Lidl-Trek \| + 31 s \| \| \| 3.ª \| Riejanne Markus \| Team Visma \\| Lease a Bike \| + 53 s \| \| \| 4.ª \| Kristen Faulkner \| EF Education-Cannondale \| + 1 min 10 s \| \| \| 5.ª \| Juliette Labous \| Team dsm-firmenich PostNL \| + 1 min 13 s \| \| \| 6.ª \| Marlen Reusser \| SD Worx-Protime \| + 1 min 23 s \| \| \| 7.ª \| Niamh Fisher-Black \| SD Worx-Protime \| + 1 min 34 s \| \| \| 8.ª \| Katarzyna Niewiadoma \| Canyon-SRAM Racing \| + 1 min 47 s \| \| \| 9.ª \| Marianne Vos \| Team Visma \\| Lease a Bike \| + 2 min 07 s \| \| \| 10.ª \| Silke Smulders \| Liv AlUla Jayco \| + 2 min 41 s \| \| |                      |                            |                  |
| |                      |                            |                  |
| Fuente: ProCyclingStats |                      |                            |                  |
| Clasificación general |                      |                            |                  |
| Ciclista | Ciclista             | Equipo                     | Tiempo           |
| 1.ª | Demi Vollering       | SD Worx-Protime            | 13 h 09 min 45 s |
| 2.ª | Elisa Longo Borghini | Lidl-Trek                  | + 31 s           |
| 3.ª | Riejanne Markus      | Team Visma \| Lease a Bike | + 53 s           |
| 4.ª | Kristen Faulkner     | EF Education-Cannondale    | + 1 min 10 s     |
| 5.ª | Juliette Labous      | Team dsm-firmenich PostNL  | + 1 min 13 s     |
| 6.ª | Marlen Reusser       | SD Worx-Protime            | + 1 min 23 s     |
| 7.ª | Niamh Fisher-Black   | SD Worx-Protime            | + 1 min 34 s     |
| 8.ª | Katarzyna Niewiadoma | Canyon-SRAM Racing         | + 1 min 47 s     |
| 9.ª | Marianne Vos         | Team Visma \| Lease a Bike | + 2 min 07 s     |
| 10.ª | Silke Smulders       | Liv AlUla Jayco            | + 2 min 41 s     |

### 6.ª etapa
| Tarazona - Vinuesa | etapa de montaña | (132 km) |

| \| Clasificación de la etapa \| Clasificación de la etapa \| Clasificación de la etapa \| Clasificación de la etapa \| Clasificación de la etapa \| \| Ciclista \| Ciclista \| Equipo \| Tiempo \| \| \| ------------------------- \| ------------------------- \| -------------------------- \| ------------------------- \| ------------------------- \| \| 1.ª \| Évita Muzic \| FDJ-Suez \| 4 h 10 min 20 s \| \| \| 2.ª \| Demi Vollering \| SD Worx-Protime \| + 2 s \| \| \| 3.ª \| Yara Kastelijn \| Fenix-Deceuninck \| + 15 s \| \| \| 4.ª \| Riejanne Markus \| Team Visma \\| Lease a Bike \| + 17 s \| \| \| 5.ª \| Elisa Longo Borghini \| Lidl-Trek \| + 21 s \| \| \| 6.ª \| Ricarda Bauernfeind \| Canyon-SRAM Racing \| + 21 s \| \| \| 7.ª \| Juliette Labous \| Team dsm-firmenich PostNL \| + 21 s \| \| \| 8.ª \| Pauliena Rooijakkers \| Fenix-Deceuninck \| + 33 s \| \| \| 9.ª \| Niamh Fisher-Black \| SD Worx-Protime \| + 38 s \| \| \| 10.ª \| Kim Cadzow \| EF Education-Cannondale \| + 40 s \| \| |                      |                            |                 |
| |                      |                            |                 |
| Fuente: ProCyclingStats |                      |                            |                 |
| Clasificación de la etapa |                      |                            |                 |
| Ciclista | Ciclista             | Equipo                     | Tiempo          |
| 1.ª | Évita Muzic          | FDJ-Suez                   | 4 h 10 min 20 s |
| 2.ª | Demi Vollering       | SD Worx-Protime            | + 2 s           |
| 3.ª | Yara Kastelijn       | Fenix-Deceuninck           | + 15 s          |
| 4.ª | Riejanne Markus      | Team Visma \| Lease a Bike | + 17 s          |
| 5.ª | Elisa Longo Borghini | Lidl-Trek                  | + 21 s          |
| 6.ª | Ricarda Bauernfeind  | Canyon-SRAM Racing         | + 21 s          |
| 7.ª | Juliette Labous      | Team dsm-firmenich PostNL  | + 21 s          |
| 8.ª | Pauliena Rooijakkers | Fenix-Deceuninck           | + 33 s          |
| 9.ª | Niamh Fisher-Black   | SD Worx-Protime            | + 38 s          |
| 10.ª | Kim Cadzow           | EF Education-Cannondale    | + 40 s          |

| \| Clasificación general \| Clasificación general \| Clasificación general \| Clasificación general \| Clasificación general \| \| Ciclista \| Ciclista \| Equipo \| Tiempo \| \| \| --------------------- \| --------------------- \| -------------------------- \| --------------------- \| --------------------- \| \| 1.ª \| Demi Vollering \| SD Worx-Protime \| 17 h 20 min 01 s \| \| \| 2.ª \| Elisa Longo Borghini \| Lidl-Trek \| + 56 s \| \| \| 3.ª \| Riejanne Markus \| Team Visma \\| Lease a Bike \| + 1 min 14 s \| \| \| 4.ª \| Juliette Labous \| Team dsm-firmenich PostNL \| + 1 min 38 s \| \| \| 5.ª \| Niamh Fisher-Black \| SD Worx-Protime \| + 2 min 16 s \| \| \| 6.ª \| Évita Muzic \| FDJ-Suez \| + 2 min 42 s \| \| \| 7.ª \| Marlen Reusser \| SD Worx-Protime \| + 2 min 52 s \| \| \| 8.ª \| Ricarda Bauernfeind \| Canyon-SRAM Racing \| + 3 min 17 s \| \| \| 9.ª \| Yara Kastelijn \| Fenix-Deceuninck \| + 3 min 25 s \| \| \| 10.ª \| Kristen Faulkner \| EF Education-Cannondale \| + 3 min 29 s \| \| |                      |                            |                  |
| |                      |                            |                  |
| Fuente: ProCyclingStats |                      |                            |                  |
| Clasificación general |                      |                            |                  |
| Ciclista | Ciclista             | Equipo                     | Tiempo           |
| 1.ª | Demi Vollering       | SD Worx-Protime            | 17 h 20 min 01 s |
| 2.ª | Elisa Longo Borghini | Lidl-Trek                  | + 56 s           |
| 3.ª | Riejanne Markus      | Team Visma \| Lease a Bike | + 1 min 14 s     |
| 4.ª | Juliette Labous      | Team dsm-firmenich PostNL  | + 1 min 38 s     |
| 5.ª | Niamh Fisher-Black   | SD Worx-Protime            | + 2 min 16 s     |
| 6.ª | Évita Muzic          | FDJ-Suez                   | + 2 min 42 s     |
| 7.ª | Marlen Reusser       | SD Worx-Protime            | + 2 min 52 s     |
| 8.ª | Ricarda Bauernfeind  | Canyon-SRAM Racing         | + 3 min 17 s     |
| 9.ª | Yara Kastelijn       | Fenix-Deceuninck           | + 3 min 25 s     |
| 10.ª | Kristen Faulkner     | EF Education-Cannondale    | + 3 min 29 s     |

### 7.ª etapa
| San Esteban de Gormaz - Sigüenza | etapa escarpada | (126 km) |

| \| Clasificación de la etapa \| Clasificación de la etapa \| Clasificación de la etapa \| Clasificación de la etapa \| Clasificación de la etapa \| \| Ciclista \| Ciclista \| Equipo \| Tiempo \| \| \| ------------------------- \| ------------------------- \| -------------------------- \| ------------------------- \| ------------------------- \| \| 1.ª \| Marianne Vos \| Team Visma \\| Lease a Bike \| 3 h 27 min 56 s \| \| \| 2.ª \| Kristen Faulkner \| EF Education-Cannondale \| + 2 s \| \| \| 3.ª \| Elisa Longo Borghini \| Lidl-Trek \| + 2 s \| \| \| 4.ª \| Demi Vollering \| SD Worx-Protime \| + 2 s \| \| \| 5.ª \| Ingvild Gåskjenn \| Liv AlUla Jayco \| + 2 s \| \| \| 6.ª \| Niamh Fisher-Black \| SD Worx-Protime \| + 2 s \| \| \| 7.ª \| Riejanne Markus \| Team Visma \\| Lease a Bike \| + 2 s \| \| \| 8.ª \| Évita Muzic \| FDJ-Suez \| + 2 s \| \| \| 9.ª \| Pauliena Rooijakkers \| Fenix-Deceuninck \| + 8 s \| \| \| 10.ª \| Eline Jansen \| VolkerWessels \| + 10 s \| \| |                      |                            |                 |
| |                      |                            |                 |
| Fuente: ProCyclingStats |                      |                            |                 |
| Clasificación de la etapa |                      |                            |                 |
| Ciclista | Ciclista             | Equipo                     | Tiempo          |
| 1.ª | Marianne Vos         | Team Visma \| Lease a Bike | 3 h 27 min 56 s |
| 2.ª | Kristen Faulkner     | EF Education-Cannondale    | + 2 s           |
| 3.ª | Elisa Longo Borghini | Lidl-Trek                  | + 2 s           |
| 4.ª | Demi Vollering       | SD Worx-Protime            | + 2 s           |
| 5.ª | Ingvild Gåskjenn     | Liv AlUla Jayco            | + 2 s           |
| 6.ª | Niamh Fisher-Black   | SD Worx-Protime            | + 2 s           |
| 7.ª | Riejanne Markus      | Team Visma \| Lease a Bike | + 2 s           |
| 8.ª | Évita Muzic          | FDJ-Suez                   | + 2 s           |
| 9.ª | Pauliena Rooijakkers | Fenix-Deceuninck           | + 8 s           |
| 10.ª | Eline Jansen         | VolkerWessels              | + 10 s          |

| \| Clasificación general \| Clasificación general \| Clasificación general \| Clasificación general \| Clasificación general \| \| Ciclista \| Ciclista \| Equipo \| Tiempo \| \| \| --------------------- \| --------------------- \| -------------------------- \| --------------------- \| --------------------- \| \| 1.ª \| Demi Vollering \| SD Worx-Protime \| 20 h 47 min 59 s \| \| \| 2.ª \| Elisa Longo Borghini \| Lidl-Trek \| + 52 s \| \| \| 3.ª \| Riejanne Markus \| Team Visma \\| Lease a Bike \| + 1 min 14 s \| \| \| 4.ª \| Juliette Labous \| Team dsm-firmenich PostNL \| + 1 min 48 s \| \| \| 5.ª \| Niamh Fisher-Black \| SD Worx-Protime \| + 2 min 16 s \| \| \| 6.ª \| Évita Muzic \| FDJ-Suez \| + 2 min 42 s \| \| \| 7.ª \| Kristen Faulkner \| EF Education-Cannondale \| + 3 min 23 s \| \| \| 8.ª \| Marlen Reusser \| SD Worx-Protime \| + 3 min 24 s \| \| \| 9.ª \| Ricarda Bauernfeind \| Canyon-SRAM Racing \| + 3 min 27 s \| \| \| 10.ª \| Yara Kastelijn \| Fenix-Deceuninck \| + 4 min 07 s \| \| |                      |                            |                  |
| |                      |                            |                  |
| Fuente: ProCyclingStats |                      |                            |                  |
| Clasificación general |                      |                            |                  |
| Ciclista | Ciclista             | Equipo                     | Tiempo           |
| 1.ª | Demi Vollering       | SD Worx-Protime            | 20 h 47 min 59 s |
| 2.ª | Elisa Longo Borghini | Lidl-Trek                  | + 52 s           |
| 3.ª | Riejanne Markus      | Team Visma \| Lease a Bike | + 1 min 14 s     |
| 4.ª | Juliette Labous      | Team dsm-firmenich PostNL  | + 1 min 48 s     |
| 5.ª | Niamh Fisher-Black   | SD Worx-Protime            | + 2 min 16 s     |
| 6.ª | Évita Muzic          | FDJ-Suez                   | + 2 min 42 s     |
| 7.ª | Kristen Faulkner     | EF Education-Cannondale    | + 3 min 23 s     |
| 8.ª | Marlen Reusser       | SD Worx-Protime            | + 3 min 24 s     |
| 9.ª | Ricarda Bauernfeind  | Canyon-SRAM Racing         | + 3 min 27 s     |
| 10.ª | Yara Kastelijn       | Fenix-Deceuninck           | + 4 min 07 s     |

### 8.ª etapa
| Madrid - Valdesquí | etapa de montaña | (89 km) |

| \| Clasificación de la etapa \| Clasificación de la etapa \| Clasificación de la etapa \| Clasificación de la etapa \| Clasificación de la etapa \| \| Ciclista \| Ciclista \| Equipo \| Tiempo \| \| \| ------------------------- \| ------------------------- \| -------------------------- \| ------------------------- \| ------------------------- \| \| 1.ª \| Demi Vollering \| SD Worx-Protime \| 2 h 43 min 06 s \| \| \| 2.ª \| Évita Muzic \| FDJ-Suez \| + 29 s \| \| \| 3.ª \| Riejanne Markus \| Team Visma \\| Lease a Bike \| + 33 s \| \| \| 4.ª \| Pauliena Rooijakkers \| Fenix-Deceuninck \| + 53 s \| \| \| 5.ª \| Ricarda Bauernfeind \| Canyon-SRAM Racing \| + 56 s \| \| \| 6.ª \| Juliette Labous \| Team dsm-firmenich PostNL \| + 1 min 00 s \| \| \| 7.ª \| Elisa Longo Borghini \| Lidl-Trek \| + 1 min 00 s \| \| \| 8.ª \| Antonia Niedermaier \| Canyon-SRAM Racing \| + 1 min 00 s \| \| \| 9.ª \| Yara Kastelijn \| Fenix-Deceuninck \| + 1 min 10 s \| \| \| 10.ª \| Kim Cadzow \| EF Education-Cannondale \| + 1 min 28 s \| \| |                      |                            |                 |
| |                      |                            |                 |
| Fuente: ProCyclingStats |                      |                            |                 |
| Clasificación de la etapa |                      |                            |                 |
| Ciclista | Ciclista             | Equipo                     | Tiempo          |
| 1.ª | Demi Vollering       | SD Worx-Protime            | 2 h 43 min 06 s |
| 2.ª | Évita Muzic          | FDJ-Suez                   | + 29 s          |
| 3.ª | Riejanne Markus      | Team Visma \| Lease a Bike | + 33 s          |
| 4.ª | Pauliena Rooijakkers | Fenix-Deceuninck           | + 53 s          |
| 5.ª | Ricarda Bauernfeind  | Canyon-SRAM Racing         | + 56 s          |
| 6.ª | Juliette Labous      | Team dsm-firmenich PostNL  | + 1 min 00 s    |
| 7.ª | Elisa Longo Borghini | Lidl-Trek                  | + 1 min 00 s    |
| 8.ª | Antonia Niedermaier  | Canyon-SRAM Racing         | + 1 min 00 s    |
| 9.ª | Yara Kastelijn       | Fenix-Deceuninck           | + 1 min 10 s    |
| 10.ª | Kim Cadzow           | EF Education-Cannondale    | + 1 min 28 s    |

## Clasificaciones finales
Las clasificaciones finalizaron de la siguiente forma:

### Clasificación general
| \| Clasificación general \| Clasificación general \| Clasificación general \| Clasificación general \| Clasificación general \| \| Ciclista \| Ciclista \| Equipo \| Tiempo \| \| \| --------------------- \| --------------------- \| -------------------------- \| --------------------- \| --------------------- \| \| 1.ª \| Demi Vollering \| SD Worx-Protime \| 23 h 30 min 55 s \| \| \| 2.ª \| Riejanne Markus \| Team Visma \\| Lease a Bike \| + 1 min 49 s \| \| \| 3.ª \| Elisa Longo Borghini \| Lidl-Trek \| + 2 min 00 s \| \| \| 4.ª \| Juliette Labous \| Team dsm-firmenich PostNL \| + 2 min 58 s \| \| \| 5.ª \| Évita Muzic \| FDJ-Suez \| + 3 min 15 s \| \| \| 6.ª \| Ricarda Bauernfeind \| Canyon-SRAM Racing \| + 4 min 33 s \| \| \| 7.ª \| Niamh Fisher-Black \| SD Worx-Protime \| + 5 min 14 s \| \| \| 8.ª \| Yara Kastelijn \| Fenix-Deceuninck \| + 5 min 27 s \| \| \| 9.ª \| Pauliena Rooijakkers \| Fenix-Deceuninck \| + 5 min 42 s \| \| \| 10.ª \| Kim Cadzow \| EF Education-Cannondale \| + 6 min 19 s \| \| |                      |                            |                  |
| |                      |                            |                  |
| Fuente: ProCyclingStats |                      |                            |                  |
| Clasificación general |                      |                            |                  |
| Ciclista | Ciclista             | Equipo                     | Tiempo           |
| 1.ª | Demi Vollering       | SD Worx-Protime            | 23 h 30 min 55 s |
| 2.ª | Riejanne Markus      | Team Visma \| Lease a Bike | + 1 min 49 s     |
| 3.ª | Elisa Longo Borghini | Lidl-Trek                  | + 2 min 00 s     |
| 4.ª | Juliette Labous      | Team dsm-firmenich PostNL  | + 2 min 58 s     |
| 5.ª | Évita Muzic          | FDJ-Suez                   | + 3 min 15 s     |
| 6.ª | Ricarda Bauernfeind  | Canyon-SRAM Racing         | + 4 min 33 s     |
| 7.ª | Niamh Fisher-Black   | SD Worx-Protime            | + 5 min 14 s     |
| 8.ª | Yara Kastelijn       | Fenix-Deceuninck           | + 5 min 27 s     |
| 9.ª | Pauliena Rooijakkers | Fenix-Deceuninck           | + 5 min 42 s     |
| 10.ª | Kim Cadzow           | EF Education-Cannondale    | + 6 min 19 s     |

### Clasificación por puntos
| Clasificación por puntos | Clasificación por puntos | Clasificación por puntos   | Clasificación por puntos | Clasificación por puntos |
| Ciclista                 | Ciclista                 | Equipo                     | Puntos                   |                          |
| ------------------------ | ------------------------ | -------------------------- | ------------------------ | ------------------------ |
| 1.ª                      | Marianne Vos             | Team Visma \| Lease a Bike | 190 pts                  |                          |
| 2.ª                      | Demi Vollering           | SD Worx-Protime            | 148 pts                  |                          |
| 3.ª                      | Riejanne Markus          | Team Visma \| Lease a Bike | 134 pts                  |                          |
| 4.ª                      | Évita Muzic              | FDJ-Suez                   | 108 pts                  |                          |
| 5.ª                      | Elisa Longo Borghini     | Lidl-Trek                  | 107 pts                  |                          |
| 6.ª                      | Kata Blanka Vas          | SD Worx-Protime            | 104 pts                  |                          |
| 7.ª                      | Kristen Faulkner         | EF Education-Cannondale    | 94 pts                   |                          |
| 8.ª                      | Juliette Labous          | Team dsm-firmenich PostNL  | 71 pts                   |                          |
| 9.ª                      | Karlijn Swinkels         | UAE Team ADQ               | 70 pts                   |                          |
| 10.ª                     | Alison Jackson           | EF Education-Cannondale    | 62 pts                   |                          |

### Clasificación de la montaña
| Clasificación de la montaña | Clasificación de la montaña | Clasificación de la montaña | Clasificación de la montaña | Clasificación de la montaña |
| Ciclista                    | Ciclista                    | Equipo                      | Puntos                      |                             |
| --------------------------- | --------------------------- | --------------------------- | --------------------------- | --------------------------- |
| 1.ª                         | Demi Vollering              | SD Worx-Protime             | 46 pts                      |                             |
| 2.ª                         | Évita Muzic                 | FDJ-Suez                    | 43 pts                      |                             |
| 3.ª                         | Yara Kastelijn              | Fenix-Deceuninck            | 26 pts                      |                             |
| 4.ª                         | Karlijn Swinkels            | UAE Team ADQ                | 20 pts                      |                             |
| 5.ª                         | Riejanne Markus             | Team Visma \| Lease a Bike  | 16 pts                      |                             |
| 6.ª                         | Pauliena Rooijakkers        | Fenix-Deceuninck            | 12 pts                      |                             |
| 7.ª                         | Ricarda Bauernfeind         | Canyon-SRAM Racing          | 11 pts                      |                             |
| 8.ª                         | Elisa Longo Borghini        | Lidl-Trek                   | 10 pts                      |                             |
| 9.ª                         | Niamh Fisher-Black          | SD Worx-Protime             | 8 pts                       |                             |
| 10.ª                        | Antonia Niedermaier         | Canyon-SRAM Racing          | 8 pts                       |                             |

### Clasificación por equipos
| Clasificación por equipos | Clasificación por equipos  | Clasificación por equipos | Clasificación por equipos |
| Equipo                    | Equipo                     | Tiempo                    |                           |
| ------------------------- | -------------------------- | ------------------------- | ------------------------- |
| 1.º                       | SD Worx-Protime            | 70 h 06 min 44 s          |                           |
| 2.º                       | Fenix-Deceuninck           | + 13 min 40 s             |                           |
| 3.º                       | EF Education-Cannondale    | + 21 min 25 s             |                           |
| 4.º                       | Liv AlUla Jayco            | + 27 min 06 s             |                           |
| 5.º                       | Lidl-Trek                  | + 31 min 29 s             |                           |
| 6.º                       | Team Visma \| Lease a Bike | + 31 min 57 s             |                           |
| 7.º                       | FDJ-Suez                   | + 33 min 20 s             |                           |
| 8.º                       | UAE Team ADQ               | + 38 min 18 s             |                           |
| 9.º                       | Canyon-SRAM Racing         | + 41 min 34 s             |                           |
| 10.º                      | Team DSM-Firmenich PostNL  | + 48 min 52 s             |                           |

## Evolución de las clasificaciones
| Etapa                   |                          | Ganador _        | Clasificación general | Puntos          | Montaña          | Combatividad _    | Equipo _        |
| ----------------------- | ------------------------ | ---------------- | --------------------- | --------------- | ---------------- | ----------------- | --------------- |
| 1.ª etapa               | contrarreloj por equipos | Lidl-Trek        | Gaia Realini          | no otorgado     | no otorgado      | no otorgado       | Lidl-Trek       |
| 2.ª etapa               | etapa llana              | Alison Jackson   | Kata Blanka Vas       | Alison Jackson  | Karlijn Swinkels | Idoia Eraso       | Lidl-Trek       |
| 3.ª etapa               | etapa escarpada          | Marianne Vos     | Kata Blanka Vas       | Kata Blanka Vas | Karlijn Swinkels | Mireia Benito     | Lidl-Trek       |
| 4.ª etapa               | etapa llana              | Kristen Faulkner | Marianne Vos          | Kata Blanka Vas | Karlijn Swinkels | Marlen Reusser    | SD Worx-Protime |
| 5.ª etapa               | etapa de montaña         | Demi Vollering   | Demi Vollering        | Marianne Vos    | Karlijn Swinkels | Lourdes Oyarbide  | SD Worx-Protime |
| 6.ª etapa               | etapa de montaña         | Évita Muzic      | Demi Vollering        | Marianne Vos    | Karlijn Swinkels | Claudia San Justo | SD Worx-Protime |
| 7.ª etapa               | etapa escarpada          | Marianne Vos     | Demi Vollering        | Marianne Vos    | Karlijn Swinkels | Anya Louw         | SD Worx-Protime |
| 8.ª etapa               | etapa de montaña         | Demi Vollering   | Demi Vollering        | Marianne Vos    | Demi Vollering   | Mireia Benito     | SD Worx-Protime |
| Clasificaciones finales | Clasificaciones finales  |                  | Demi Vollering        | Marianne Vos    | Demi Vollering   | no otorgado       | SD Worx-Protime |

## Ciclistas participantes y posiciones finales
Convenciones:
- AB-N: Abandono en la etapa "N"
- FLT-N: Retiro por llegada fuera del límite de tiempo en la etapa "N"
- NTS-N: No tomó la salida para la etapa "N"
- DES-N: Descalificado o expulsado en la etapa "N"